# Подрабинек, Пинхос Абрамович
Пи́нхос Абра́мович Подраби́нек (12 марта 1918, Кишинёв, Молдавская демократическая республика — 28 марта 2002, Москва) — советский учёный, доктор биологических наук (диссертация защищена, но не утверждена ВАК), физиолог, правозащитник, публицист и мемуарист.

## Биография
Родился в семье инженера-химика Абрама Алтеровича Подрабинека (1898, Кишинёв — 1938, Бутовский полигон), впоследствии заведующего лабораторией треста «Оргметалл», репрессированого по 58-й статье и расстрелянного 13 августа 1938 года. Мать — Хая Пинхосовна Зонис (?—1971). Родители принимали участие в подпольном коммунистическом движении в Бессарабии. Детские годы провёл в Париже и Льеже, где с 1924 года учился его отец и сёстры отца. После окончания учёбы в Льежском политехникуме в 1930 году отец перевёз семью в СССР.
В 1938 году после ареста отца также был кратковременно арестован в Саратове. После окончания Первого Московского медицинского института в 1941 году начал специализацию в области лабораторного дела. С началом Великой Отечественной войны в июне 1941 года был призван в действующую армию, как старший лейтенант медицинской службы служил военным врачом, с 1944 года — начальник лаборатории эвакогоспиталя № 3475. Награждён орденом Красной Звезды (1945) и орденом Отечественной войны II степени (1992). После демобилизации вновь работал врачом в Москве, но в разгар дела врачей в 1952 году был вынужден переехать с семьёй в Электросталь, где работал участковым врачом в поликлинике, спортивным врачом на стадионе «Авангард», преподавал микробиологию в медицинском училище в Ногинске, а впоследствии стал заведующим биохимической лабораторией участковой больницы и одновременно занимался научной работой в области экспериментальной гематологии.
Первые научные публикации датируются 1959 годом и посвящены главным образом исследованиям биофизических свойств эритроцитов, проблемам тканевого дыхания, оксигенации гемоглобина. Разработал несколько новых методов определения объёма, скорости седиментации и других физических параметров эритроцитов, концентрации фибриногена в крови. Известен метод Гуровича — Подрабинека для определения скорости оседания эритроцитов в наклонных капиллярах, а также эмпирическое кинетическое уравнение Подрабинека — Каменского для определения кривой оксигенации гемоглобина.
Диссертацию кандидата медицинских наук по теме «К вопросу о механизме реакции оседания эритроцитов» защитил в 1960 году. В 1970 году защитил диссертацию доктора биологических наук, которая не была утверждена ВАК. Был научным руководителем диссертационной работы своего соавтора, кандидата физико-математических наук И. И. Каменского (1969).
С середины 1970-х годов начал принимать участие в правозащитном движении, что положило конец его научной карьере. Эта деятельность активизировалась в 1977 году в связи с арестом и процессами над его сыновьями, что стало темой его первой публицистической книги «Филиал ада на земле», циркулировавшей в самиздате и опубликованной в Париже в 1982 году, а также направленных в Московскую Хельсинкскую группу, Международную амнистию и Международный Красный Крест самиздатовских памфлетов в защиту осуждённых. Участвовал в деятельности СМОТа — Свободного межпрофессионального объединения трудящихся, нелегально основанного в 1978 году независимого профсоюза. Входил в советскую секцию Международной амнистии, был секретарём её исполнительной группы.
На протяжении 1980-х годов публицистические работы П. А. Подрабинека выходили в зарубежной печати на русском языке, в том числе статьи о судебных процессах над диссидентами. Его совместная программная работа с П. М. Абовиным-Егидесом «Некоторые актуальные проблемы демократического движения в нашей стране» (1979) циркулировала в самиздате и также была в конечном итоге опубликована за рубежом. Написал в соавторстве с П. М. Абовиным-Егидесом (с которым участвовал в издании журнала «Поиски») ещё несколько работ, в том числе «Принципы социализма». С конца 1980-х годов работал в «Экспресс-хронике». Автор двухтомных мемуаров «Страницы жизни» (1997).

## Семья

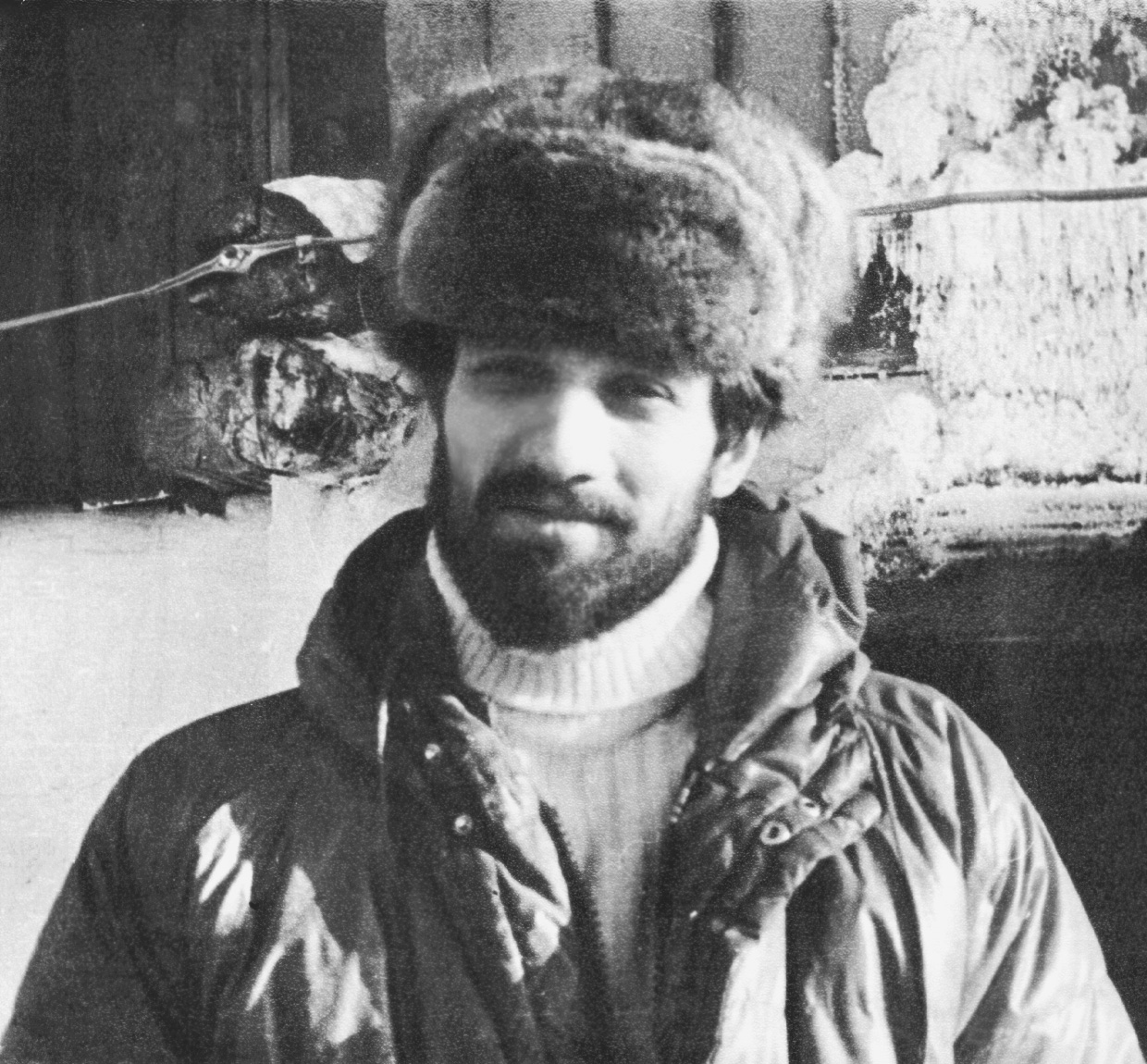
Александр Подрабинек (фото 1980 года)

- Первая жена — Лидия Михайловна Подрабинек (урождённая Зарыдаева), умерла в 1961 году[20].
  - Сыновья — правозащитники Александр Подрабинек (род. 1953), публицист, и Кирилл Подрабинек (род. 1952), поэт.
- Вторая жена (с 1975 года[21]) — Лидия Алексеевна Иванова.
  - Дочь — Мария Подрабинек (род. 1978).
- Брат — Рувим Абрамович Подрабинек (1920—1992), участник Великой Отечественной войны, один из создателей историко-просветительского общества «Мемориал»[22][23].

## Публикации
- Филиал ада на земле: «процесс» по делу Кирилла Подрабинека (июль 1980 — январь 1981, почти документальная хроника). — Париж: Поиски, 1982. — 112 с.
- Страницы жизни. — Т. 1. — М., 1996. — 227 с.; Т. 2. — М., 1997. — 294 с.; 2-е изд. — М., 2018.